# 巴仙吉犬
巴仙吉犬（英語：Basenji）是一种源于非洲中部的狩猎犬。世界犬业联盟将该犬种划分为尖嘴及原始犬类（Spitz and primitive types）。由于喉部的形状特殊，巴仙吉犬的叫声也十分特别，类似于约德尔唱法。正因为它从不吠叫，巴仙吉犬又被称为“无吠犬”。
巴仙吉犬与一些流浪犬有着许多共同特征。它每年只发情一次，类似于澳洲野犬和紐幾內亞唱犬，而其他犬种则每年多有两次或以上的发情期。此外，巴仙吉犬也缺乏独特的气味。 该犬种的原始种群来自刚果民主共和国。

## 历史
巴仙吉犬起源于非洲大陆，欧洲人于1895年在刚果首次描述了巴仙吉犬的祖先。那些本地犬被欧洲人认定为一个独特的犬种，并以当地语言称其为“巴仙吉犬”，它们因其智慧、勇气、速度与不吠叫的特性而受到当地人的珍视。有些人认为像巴仙吉犬和阿富汗猎犬这样的犬种比顺从的犬种更聪明，因为它们能够识别哪些行为对它们有利，而哪些行为只是取悦他人。 
西方人曾多次尝试将该犬种带到英国，但早期的尝试都因疾病而失败。例如，1923年海伦·纳丁（Helen Nutting）夫人从苏丹带来了6只巴仙吉犬，但所有6只都死于检疫期间接种的犬瘟热疫苗。直到1930年代，巴仙吉犬的基础种群才在英国成功成立，而之后动物进口商亨利·特雷弗里奇又将其带到美国。西方世界几乎所有的巴仙吉犬很可能都是少数几只进口犬的后代。该犬种于1943年被美国犬业俱乐部（AKC）正式承认。1990年，应美国巴仙吉俱乐部的要求，AKC犬种登记册向14只新引进的巴仙吉犬重新开放。2009年1月1日至2013年12月31日，犬种登记册又再次对指定的进口犬重新开放。  2010年，由美国领导的探险队在刚果巴桑库苏地区的村庄获得了用于育种的种群。巴仙吉犬也被联合犬业俱乐部所承认。
根据AKC的统计数据，巴仙吉犬在美国的受欢迎程度在过去十年中有所下降，该犬种在1999年排名第71位，2006年降至第84位，2011年又降至第93位。